# Nicole Petignat
Nicole Petignat (La Chaux-de-Fonds, 27 ottobre 1966) è un'ex calciatrice e arbitro di calcio svizzera, prima donna a dirigere un incontro maschile internazionale di club.

## Biografia
Di professione massoterapeuta, trascorse la gioventù nel canton Giura. Calciatrice per un breve periodo, dal 1983 al 1985, si orientò successivamente all'arbitraggio ed in quell'anno iniziò i corsi federali, salendo tutti i gradini delle categorie maschili fino a giungere ad arbitrare nella Lega Nazionale A, oggi Superlega svizzera.
Internazionale FIFA dal 1998, diresse la finale del campionato mondiale femminile 1999 Stati Uniti - Cina a Los Angeles e, nel 2000, diresse alcuni incontri del torneo calcistico femminile ai Giochi Olimpici di Sydney. Nel 2003 divenne il primo arbitro donna a dirigere un incontro internazionale maschile: fu nel corso dei preliminari della Coppa UEFA 2003-2004, quando fu selezionata per la gara del primo turno eliminatorio tra gli svedesi dell'AIK e gli islandesi del Fylkir. In virtù di questo primato, nel gennaio 2004 la IFFHS la inserisce al sedicesimo posto nella classifica relativa al premio miglior arbitro dell'anno per il 2003 (unico arbitro donna ad essere mai comparsa in questa speciale graduatoria).
Successivamente ha diretto a Tórshavn (isole Fær Øer) il preliminare di Coppa UEFA 2008-2009 tra la formazione casalinga dell'EB/Streymur e gli inglesi del Manchester City. Infine, sempre a livello internazionale, ha diretto anche negli incontri del torneo calcistico dei Giochi Olimpici di Pechino. Nel novembre 2008, dopo aver diretto la partita Neuchatel Xamax-Basilea, annuncia il suo ritiro dall'attività. Nicole Pétignat vive ed esercita la sua attività professionale a Watt, frazione di Regensdorf, nel canton Zurigo, dove gestisce uno studio massoterapeutico insieme alla sua gemella Dominique.

## Statistiche
| Torneo                             | Incontri |     |   |
| Campionato mondiale femminile 1999 | 2        | 0   | 0 |
| Campionato mondiale femminile 2003 | 3        | 12  | 0 |
| Campionato europeo femminile 2005  | 2        | 9   | 0 |
| Campionato mondiale femminile 2007 | 3        | 10  | 0 |
| Coppa UEFA                         | 1        | 0   | 0 |
| Bundesliga austriaca               | 3        | 12  | 0 |
| Super Lega svizzera                | 38       | 152 | 1 |
| Coppa Svizzera                     | 1        | 0   | 0 |
| ---------------------------------- | -------- | --- | - |